# Płytnica (stacja kolejowa)
Płytnica – stacja kolejowa w pobliżu wsi Płytnicy, w osadzie Płytnica, w Polsce, w województwie wielkopolskim, w powiecie złotowskim, w gminie Jastrowie na linii kolejowej nr 405, łączącej stację Piła Główna z Ustką.

## Ruch pasażerski
| Rok  | Wymiana pasażerska na dobę |
| ---- | -------------------------- |
| 2017 | 0-9                        |
| 2022 | 0-9                        |

## Historia
Na stacji były trzy posterunki ruchu – nastawnia dysponująca i dwie nastawnie wykonawcze. Nastawnia dysponująca znajdowała się przy peronach w budynku dworcowym, gdzie dyżurny ruchu dodatkowo obsługiwał kasę biletowo-bagażową, kasę towarową i rogatki na przejściu dla podróżnych. Do roku 1945 stacja Płytnica była stacją węzłową, linia Poznań – Szczecinek krzyżowała się na stacji z linią Wałcz – Złotów.
Linia Wałcz – Złotów powstała w dwóch etapach: Płytnica – Złotów (otwarta 10.09.1914) i Płytnica – Wałcz (otwarta 25.11.1914). Została rozebrana w kwietniu 1945 przez Armię Czerwoną. W przed rozbiórką linii, na stacji istniały trzy tory oraz trzeci peron.

## Przynależność administracyjna
Według państwowego rejestru granic stacja leży w powiecie złotowskim tuż przy granicy  Powiatu pilskiego poprowadzono w okolicy stacji drogą biegnącą na wschód od torów i większości zabudowań stacji kolejowej, ale budynkom stacyjnym nadano adresy przypisane do osady Płytnica a ją przypisano do powiatu pilskiego.